# Lars Lunde
Lars Lunde (Nyborg, 21 marzo 1964) è un ex calciatore danese, di ruolo attaccante.

## Carriera
Vinse il campionato svizzero nel 1986, anno in cui ottenne anche il titolo di miglior calciatore straniero della competizione. L'anno seguente passò al Bayern Monaco con cui vinse la Bundesliga ed arrivò in finale di Coppa dei Campioni. Nel 1988 un grave incidente stradale lo costrinse a rimanere in ospedale per diversi mesi e pose di fatto fine alla sua carriera ad alti livelli.

## Palmarès

### Club
- Campionato svizzero: 1

Young Boys: 1985-1986
- Coppa Svizzera: 1

Young Boys: 1986-1987
- Campionato tedesco: 1

Bayern Monaco: 1986-1987

### Individuale
- Calciatore straniero dell'anno del campionato svizzero: 1

1986